# Église Saint-Étienne de Boussières
Pour les articles homonymes, voir Église Saint-Étienne et Saint-Étienne (homonymie).
L’église Saint-Étienne ou Saint-Pierre de Boussières est une église située à Boussières dans le département français du Doubs, rattachée au diocèse de Besançon de l’Église catholique.

## Histoire

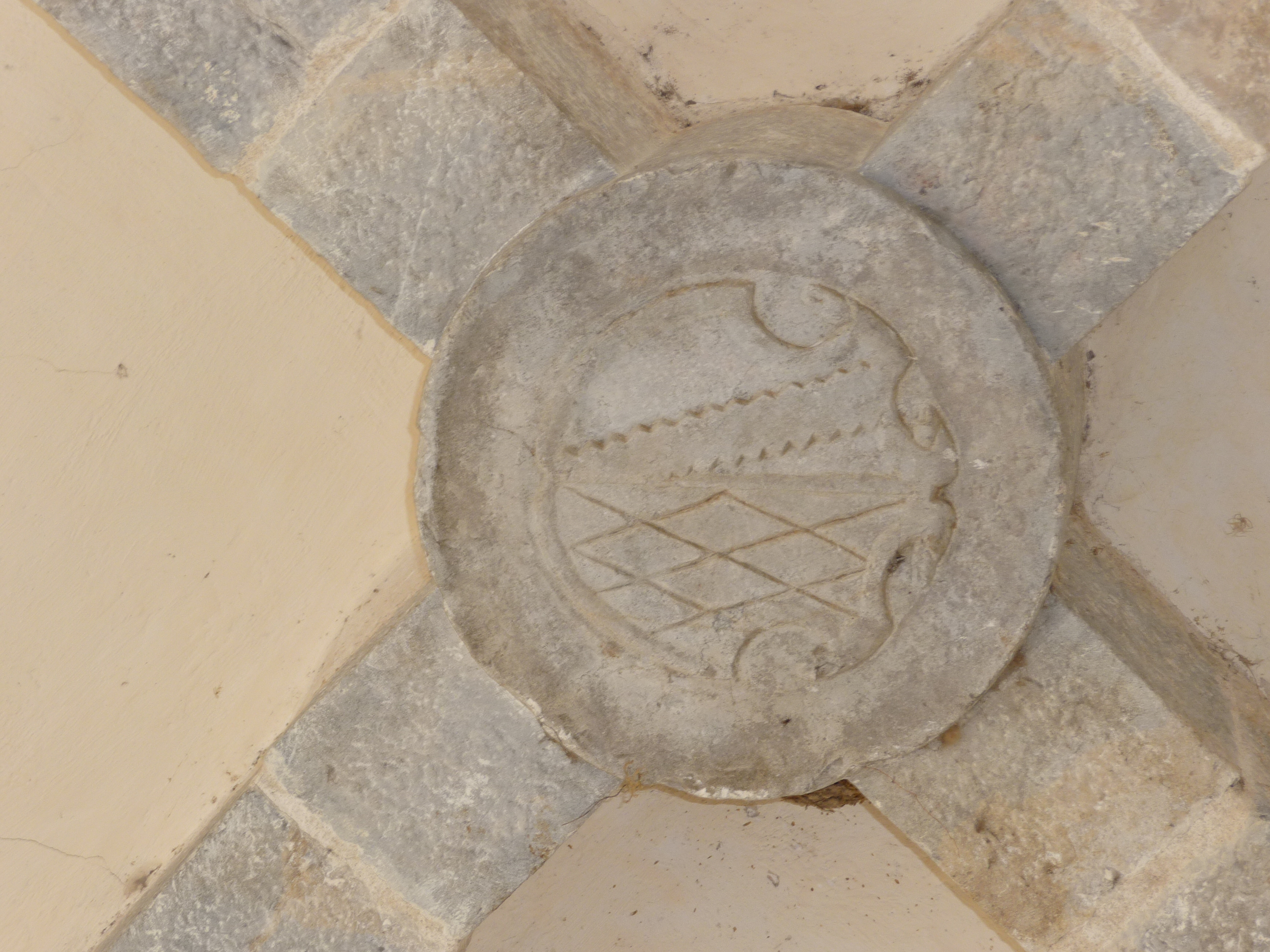
Clé de la voûte en croisée d'ogives du XVIe siècle, aux armes de Jean d'Orchamps.

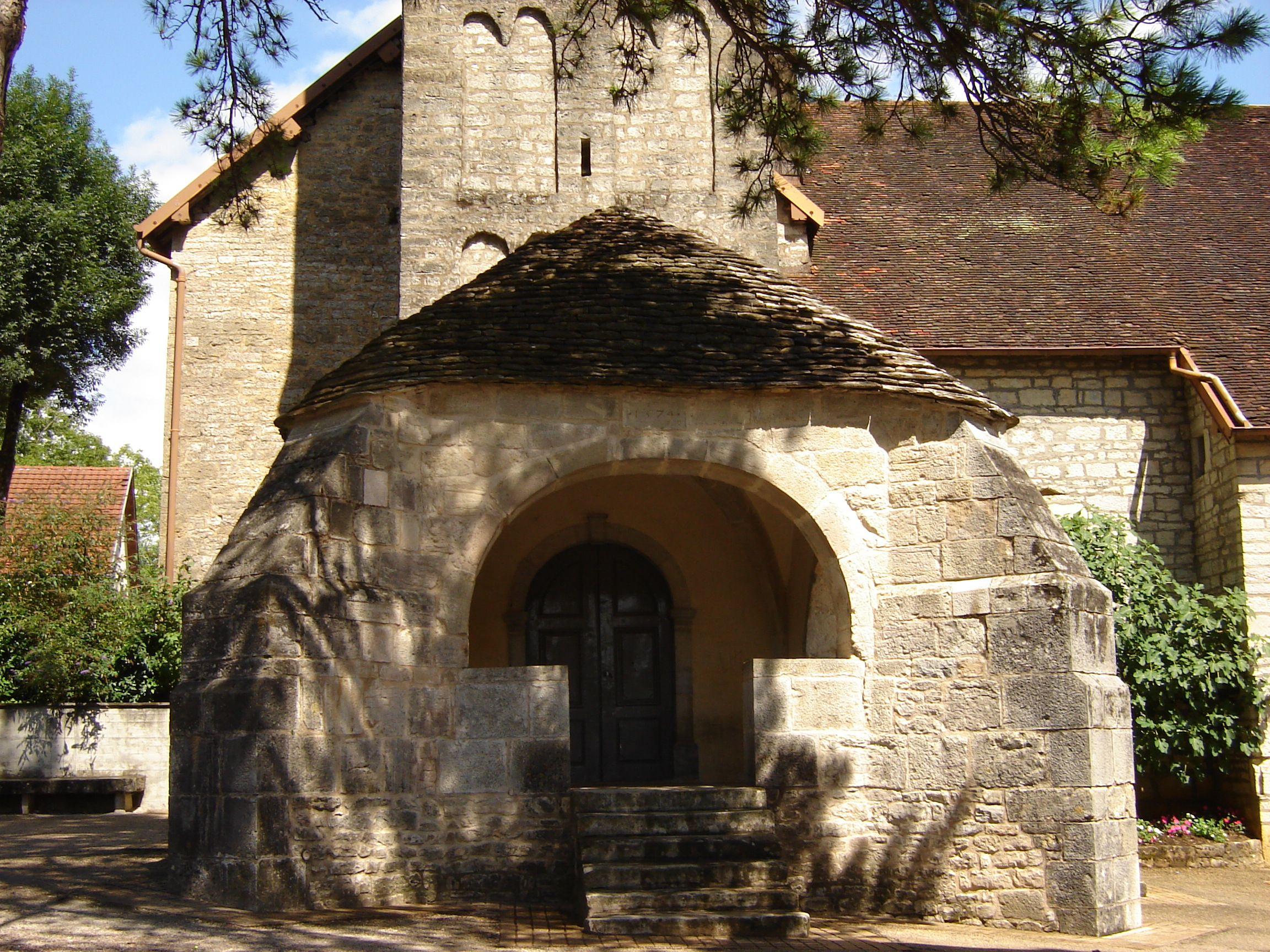
Porche de l'église Saint-Étienne, daté du XVIe siècle.

On trouve trace de l'église Saint-Étienne dès 1092. Il ne subsiste, de l'époque, que le clocher, trace peu fréquente de l'art roman en Franche-Comté.
Le curé de Boussières, Jean d'Orchamps, fit construire l'avant-porche entre 1562 et 1584, date gravée sur la pierre au-dessus de la clé de voûte de la porte. La clef de voûte centrale de ce porche, voûté en croisée d'ogives, porte les armes de la famille d'Orchamps. C'est ici que se déroulaient les cérémonies de réconciliation des  paroissiens en conflit qui, sinon, ne pouvaient pas « faire leur Pâques ».
Quant à la nef, après s'être effondrée, elle fut rebâtie en 1787. On trouve dans l'édifice, dans l'angle nord-ouest, la première pierre de la restauration ; elle porte l'inscription « C. Chauvey, curé, 1737 ».
Le clocher et le porche font l’objet d’un classement au titre des monuments historiques depuis le 9 septembre 1913.

## Architecture
Le clocher atteint trente-deux mètres de hauteur et quatre de ses cinq parties sont marquées de bandes lombardes. Deux cloches font vibrer le clocher :
- George Claudine qui affiche un poids respectable de neuf cent quarante kilogrammes
- George Marie-Berthe, plus humble avec ses huit cents kilogrammes, revêtue de ces mots apaisants et rassurants par leur grandeur et leur portée : « Je loue l'éternel, je parle aux mortels, je chante les nouveau-nés, je pleure les morts. »

## Mobilier

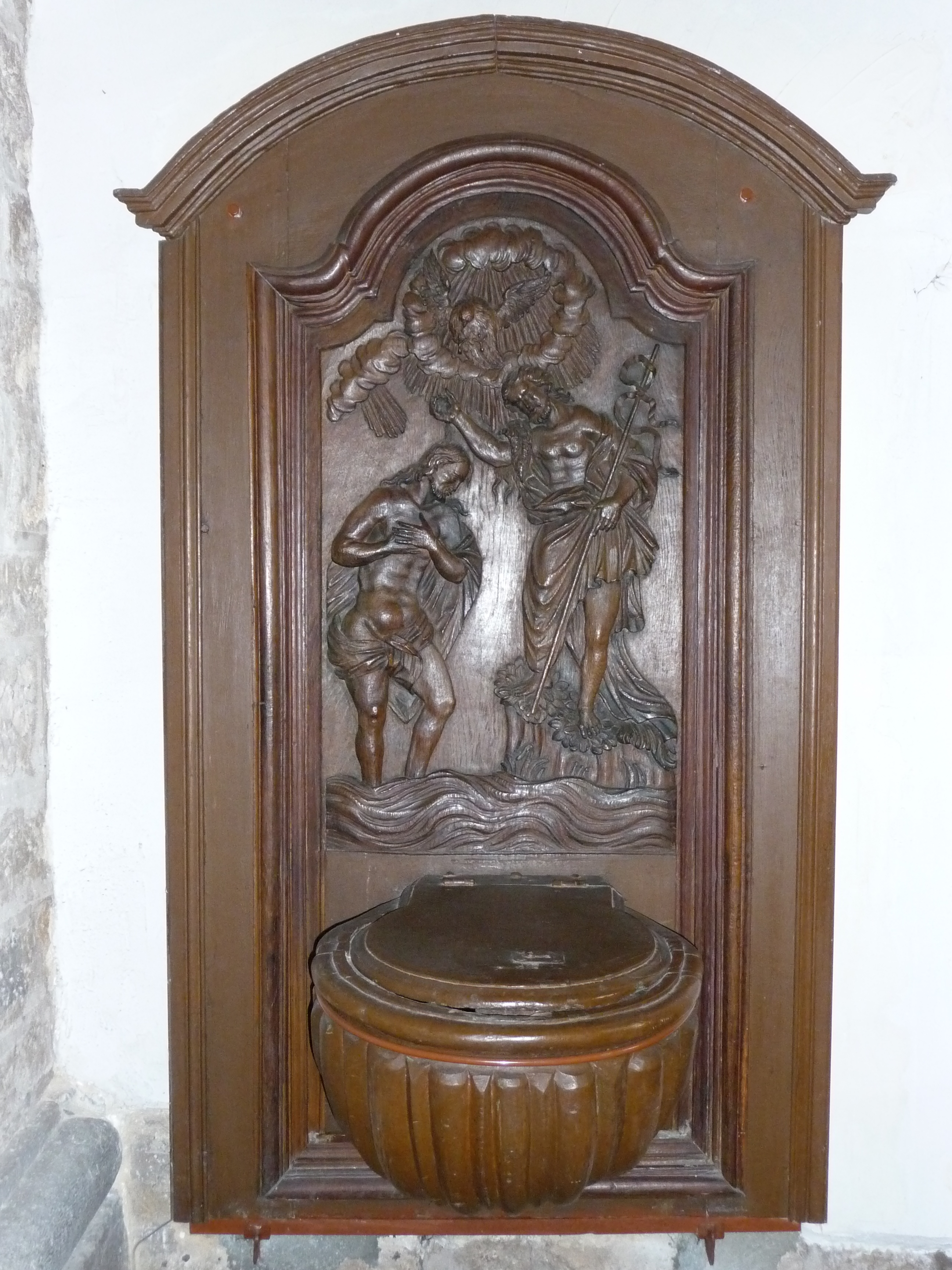
Fonts baptismaux en bois sculpté.

L'église possède un retable-autel polychrome en bois inscrit à titre objet aux monuments historiques depuis le 7 septembre 1992 ainsi que des fonts baptismaux en bois sculpté du début du XIIIe siècle.

## Rattachement
L'église fait partie de la paroisse Notre-Dame-du-Mont qui est rattachée au diocèse de Besançon.

## Accès
L'église est desservie par la ligne  54  du réseau de transport en commun Ginko.